# Mbitti
Mbiti est un village du Cameroun situé dans la région de l'Adamaoua et le département de Mayo-Banyo. Il appartient à la commune de Banyo.

## Population

### Démographie
D'après le plan communal de développement de la commune de Banyo daté de août 2015, 
Mbiti compte 550 habitants dont 200 hommes et 350 femmes.
La population des enfants se répartit de la façon suivante : 
59 nourrissons (0 à 35 mois), 93  enfants (0 à 59 mois), 36 enfants (4 à 5 ans), 129 enfants (6 à 14 ans), 102 adolescents (12 à 19 ans), 191 jeunes (15 à 34 ans).